# Meo (rapper)
Meo (Schiedam, 10 juni 1984) is de artiestennaam van Dennis Romeo van Leeuwen, een Nederlands rapper.

## Biografie
Al op jonge leeftijd luisterde Meo naar muziek, vooral van hiphop-artiesten als 2Pac, Nas en The Notorious B.I.G.. Deze rappers hebben hem geïnspireerd om zelf ook te gaan rappen. Begin 2002 richtte hij een groep op, genaamd Retalliation, maar al gauw besloot Meo toch om solo zijn eigen gang te gaan. Hij begon zelf remixen te maken met behulp van instrumentals van bekende rappers. Een demo belandde bij platenlabel Toptrax en al snel had hij een contract. De eerste single die hij uitbracht (Still down) werd begin 2005 een kleine hit, gevolgd door Ain't no party in juni van datzelfde jaar.
MEO besloot om zichzelf te verdiepen in de Amerikaanse ‘slang’ (straattaal) door veel hiphop muziek te luisteren, naar films te kijken en Amerikaanse programma's te volgen. Hij begreep dat de echte Hiphop heel moeilijk te bestuderen was; de teksten gaan te diep en zijn voor de meeste mensen niet te begrijpen. Daarom heeft hij toen besloten zich te richten op het algemeen beschaafd Engels. Deze vorm van rap is door de meeste mensen gemakkelijk te volgen, omdat het commerciëler gericht is. MEO werd met de dag beter en zijn lyrics sloegen aan bij het publiek.
In 2003 is hij begonnen met het maken van eigen mixtapes. Hij gebruikte instrumentals van bestaande rappers en schreef hier zijn eigen teksten bij. Op een gegeven moment werd MEO gebeld door een vriend, Steve-B, die het wel zag zitten om samen met hem iets op te nemen. Ze maakten 6 tracks op bestaande instrumentalen en deze demo werd door Steve aan zijn oom gegeven. De demo belandde bij een platenlabel genaamd Toptrax, die hem na het beluisteren van de demo in februari 2004 uitnodigden voor een gesprek. Dit gesprek verliep zeer positief en er werd besloten om in de studio van Toptrax wat demo's op te nemen om te kijken of de samenwerking klikte. De samenwerking bleek goed te bevallen. Er werd besloten om hem een contract aan te bieden onder de artiestennaam "MEO". Tijdens de zes maanden durende opnamesessies zijn er 2 singles opgenomen. Op 2 oktober 2004 begon voor hem het grote avontuur. Hij ging naar Los Angeles om videoclips op te nemen bij zijn muziek.

## Discografie
| Single met eventuele hitnotering(en) in de Nederlandse Top 40 | Datum van verschijnen | Datum van binnenkomst | Hoogste positie | Aantal weken | Opmerkingen |
| ------------------------------------------------------------- | --------------------- | --------------------- | --------------- | ------------ | ----------- |
| Still down                                                    | 21-2-2005             | 5-2-2005              | tip 4           |              |             |
| Ain't no party                                                |                       | 11-6-2005             | tip 8           |              |             |